# 宗店乡
宗店乡，是中华人民共和国河南省開封市杞县下辖的一个乡镇级行政单位。

## 行政区划
宗店乡下辖以下地区：
宗店村、麦庄村、刘壮村、常营村、花园村、大院村、宋庄村、井陈村、陈河村、瓦岗村、陈林村、刘寨村、汤庄村、定张村和大张村。